# Brockwitz (Coswig)

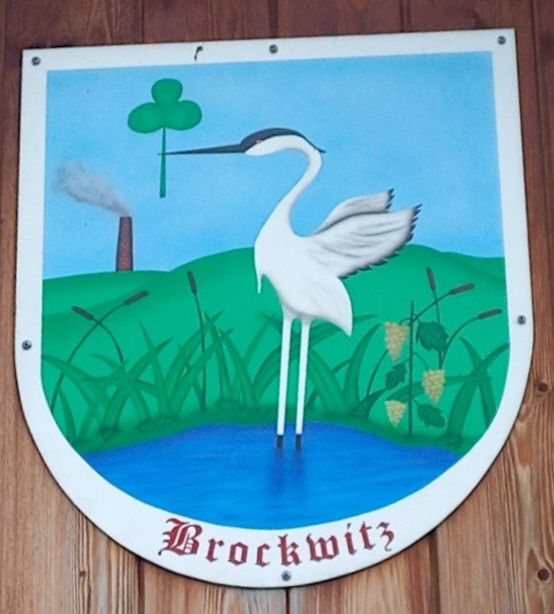
Wappen Brockwitz

Brockwitz ist ein Ortsteil von Coswig im Landkreis Meißen, Sachsen.

## Geographie
Brockwitz befindet sich etwa im Zentrum des Coswiger Stadtgebiets. Östlich von Brockwitz liegt die Coswiger Kernstadt, südöstlich Kötitz. Im Westen und Norden grenzen die anderen Coswiger Ortsteile Sörnewitz und Neusörnewitz an. Brockwitz liegt in der Nähe des Ufers der Elbe im nordwestlichen Teil des Elbtalkessels, am Südrand der Nassau. Am gegenüberliegenden Ufer befindet sich Reppina, ein Teil der zur Gemeinde Klipphausen gehörenden Ortschaft Scharfenberg.
Etwa im Zentrum der Flur blieb der Dorfkern in Form eines Straßenangerdorfs erhalten, der nach Nordwesten direkt in den Dorfkern von Clieben übergeht, das ebenso zum Ortsteil Brockwitz zählt. Im Osten von Brockwitz wurde Kies gefördert, Teile der Kiesgrube sind geflutet. Nördlich des Dorfkerns und auch südlich davon, also zur Elbe hin, schließen sich landwirtschaftlich genutzte Ackerflächen an. Das im Norden der Gemarkung Brockwitz gelegene Neubrockwitz zählt zum Ortsteil Neusörnewitz.

## Geschichte

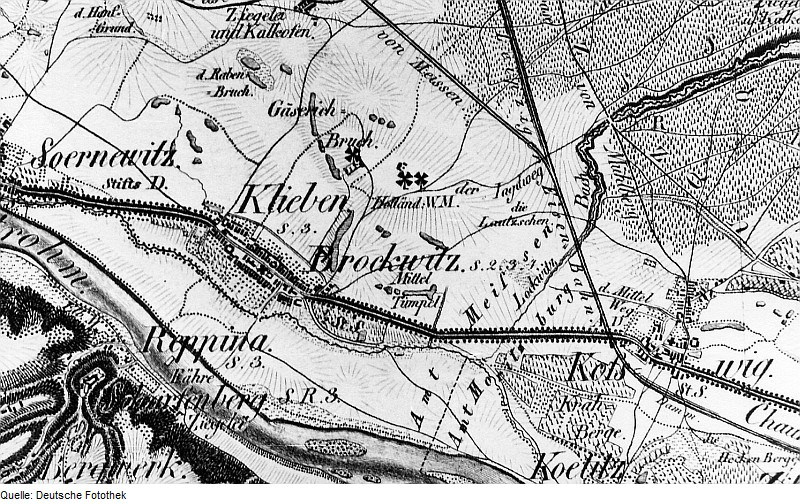
Brockwitz mit Clieben auf einer Karte aus dem 19. Jahrhundert

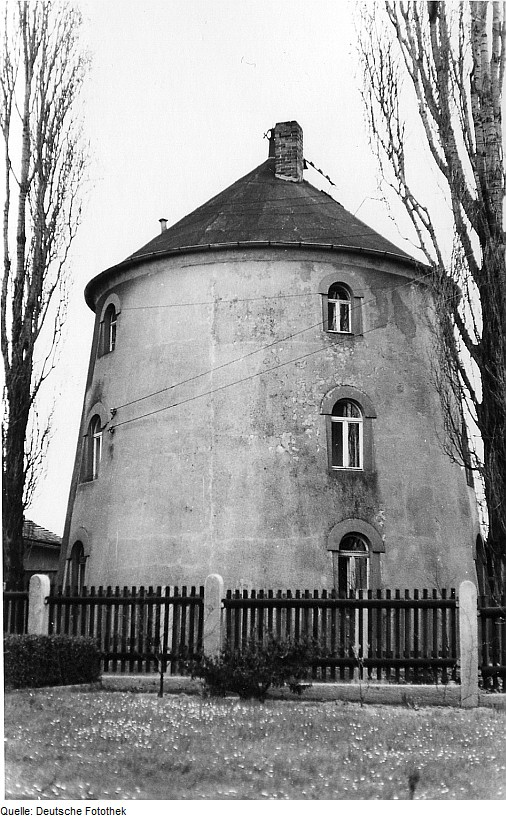
Brockwitzer Turmholländerwindmühle

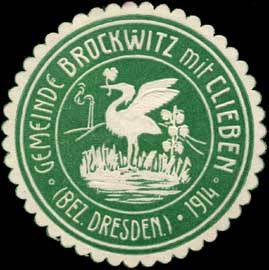
Siegelmarke der Gemeinde Brockwitz mit Clieben, Bez. Dresden, 1914

Der Urkunde 19 des CDS II 1 vom 19. Juli 1013 ist zu entnehmen, dass König Heinrich II. dem durch feindliche Verwüstungen in seinen Einnahmen sehr geschädigten Hochstift Meißen sechs Dörfer übereignete. Eines dieser Dörfer hieß „Brochotina cethla“. Dies stellt die Ersterwähnung von Brockwitz dar und stammt vom altsorbischen *Brochotina sedła ab, was „Siedlung eines Brochota“ bedeutet. Brochota war möglicherweise der Name eines Lokators, der das Dorf Brockwitz gründete, und könnte seinerseits eine Kurzform des altpolnischen Personennamens Bronisław darstellen. Die Schreibweise „Brochtitz“ erscheint in einer Urkunde von 1205 und geht auf das ebenfalls altsorbische *Brochotici zurück, das „Siedlung der Leute eines Brochota“ bedeutet. Weitere belegte Formen sind „Broctitz“, „Bructicz“ und „Brocktitz“, bereits 1516 findet die heute gebräuchliche Schreibweise Verwendung.
Ausgrabungen entlang der geplanten Pipeline OPAL förderten 2008/2009 zahlreiche Zeugnisse jungsteinzeitlicher Besiedlung zutage und belegen die frühe Anwesenheit von Menschen in dem Gebiet. Auf der 613 Hektar (Stand: 1876) großen Brockwitzer Gewannflur betrieben die Einwohner neben Ackerbau und Viehzucht auch Weinbau.
Bei der Urkunde vom 19. Juli 1013 handelt es sich um die einzige Erwähnung von Brockwitz als dem Gau Nisan zugehörig. Die Ortsnamen wurden offenbar in dafür in dem Diplom gelassene Lücken später nachgetragen. Siedlungsgeographisch und nach den slawischen Quellen gehörte Brockwitz ursprünglich und auch später wieder zu Glomaci (Daleminzien). Das Dorf liegt westlich des Flaschenhalses, welcher durch frühgeschichtliche Wälder und frühgeschichtliche Rodungsflächen die Gaue Nisan und Glomaci voneinander trennte, aber leicht östlich von Meißen. Offenbar hatte die Gründung der frühdeutschen Grenzburg Meißen hier eine neue Grenzsituation geschaffen. 1013 scheint Heinrich II. nur über das kleine Gebiet westlich des Flaschenhalses in unmittelbarer Nähe der Burg Meißen verfügt zu haben. Gerhard Billig geht von einer (Rück)Verschiebung der Gaugrenze von Sörnewitz/Batzdorf in Richtung Südosten bis nach Kötitz/Gauernitz bereits im 11. Jahrhundert aus.
Markgraf Dietrich der Bedrängte stiftete Brockwitz und seine Nachbarorte 1205 dem Augustiner-Chorherren-Stift St. Afra in Meißen. Da das dortige Kloster auch das Patronatsrecht erhielt, stellt dies auch die Ersterwähnung der Brockwitzer Kirche dar. Im Jahre 1282 taucht ein „Petrus de Brocticz“ in einer Urkunde auf, der Ort war demnach damals ein Herrensitz.
Brockwitz zählte 1351 zum Distrikt Großenhain. Das Patronat ging unterdessen 1403 infolge eines Tauschs an das Rittergut Scharfenberg und damit an das Adelsgeschlecht von Miltitz über. In die Grundherrschaft teilten sich die Rittergüter Scharfenberg, Taubenheim und Batzdorf. Die Verwaltung übernahm 1547 das Erbamt Meißen. Seit 1856 war das Gerichtsamt Meißen zuständig, ab 1875 unterstand Brockwitz dann der Amtshauptmannschaft Meißen.
Seit Jahrhunderten befindet sich nördlich der Dorfkerns auf freiem Feld eine Holländerwindmühle. Ein verheerender Brand vernichtete 1571 weite Teile des Dorfes. Die Kirche wurde dabei bis auf den Turm zerstört. Der das heutige Ortsbild bestimmende Barockbau entstand im Jahre 1737. Zur Parochie gehören neben Brockwitz selbst auch Clieben und Sörnewitz.
Ab Mitte des 19. Jahrhunderts bildete Brockwitz eine Landgemeinde, der das bis dahin rechtlich selbstständige Nachbardorf Clieben als Ortsteil angegliedert wurde. Im Zuge der Industrialisierung bildete sich im Norden der Flur der Ortsteil Neubrockwitz heraus. Die Dresdner Schnellpressenfabrik wurde 1898 in Brockwitz gegründet. Am 1. Juli 1950 erfolgte die Eingemeindung nach Coswig, Brockwitz erhielt als Ganzes den Status eines Coswiger Ortsteils.
Die flachen Weinberge fielen bereits der Reblauskatastrophe des 19. Jahrhunderts zum Opfer, sofern sie nicht schon vorher aufgegeben worden sind. In den letzten Jahrzehnten des 20. Jahrhunderts entwickelten sich die Fluren um Brockwitz zu einem der bedeutendsten Anbaugebiete der Apfelbeeren bzw. Aronien.
Wegen des Elbhochwassers 2013 sagten die Veranstalter das im Sommer 2013 geplante Volksfest zur 1000-Jahr-Feier des Ortes ab. Es wurde im Sommer 2014 nachgeholt. Wegen der wiederholten Überschwemmungen sollen circa 40 Häuser angehoben werden.

### Einwohnerentwicklung
| Jahr | Einwohner                                 |
| ---- | ----------------------------------------- |
| 1547 | 32 besessene Mann, 30 Inwohner            |
| 1764 | 32 besessene Mann, 15 Gärtner, 32 Häusler |
| 1834 | 496                                       |
| 1871 | 534                                       |
| 1890 | 675                                       |
| 1910 | 1995                                      |
| 1925 | 2354                                      |
| 1939 | 3300                                      |
| 1946 | 3484                                      |
| 1950 | siehe Coswig                              |

## Sehenswürdigkeiten

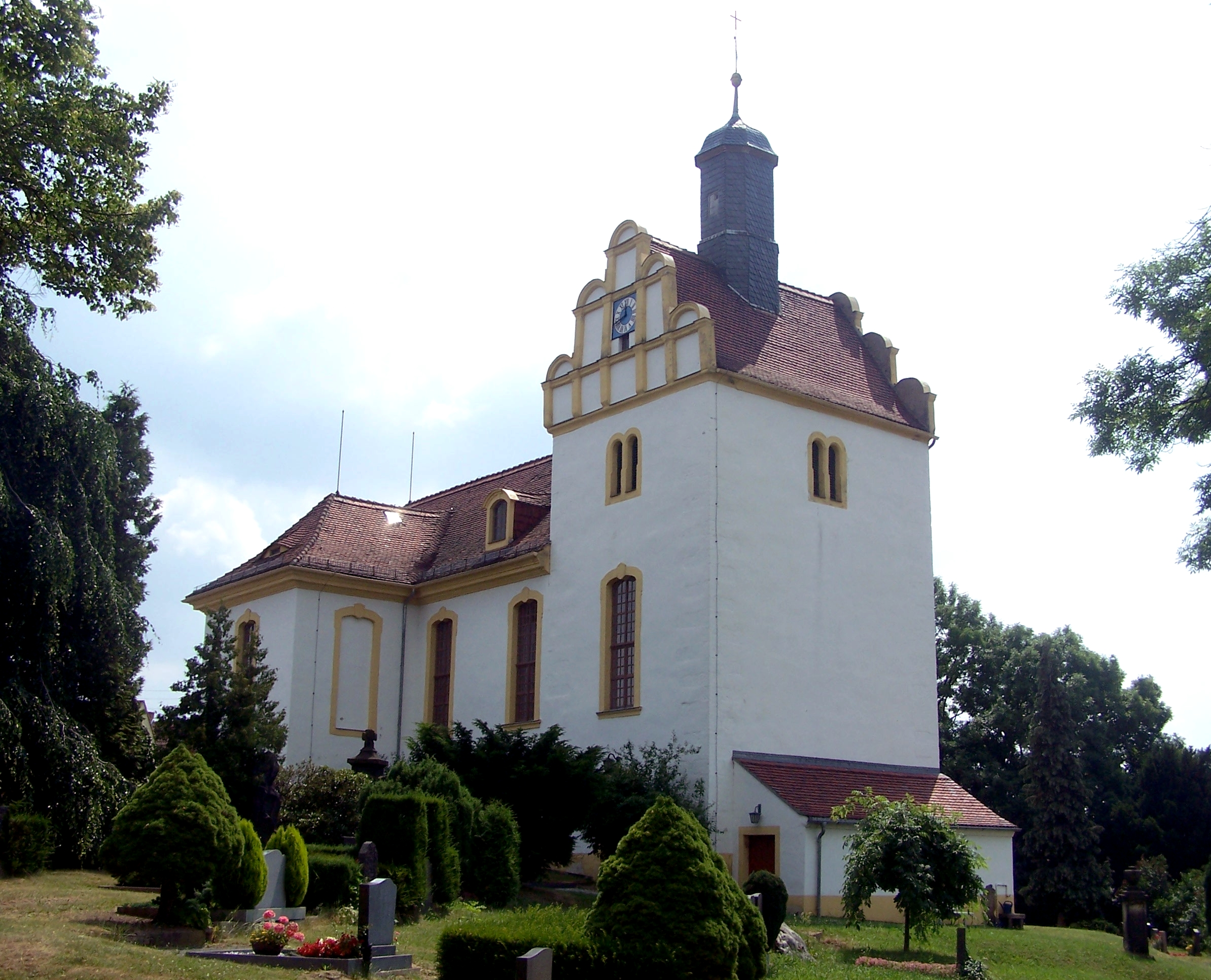
Kirche Brockwitz

Die Brockwitzer Dorfkirche bestimmt das Ortsbild.

## Persönlichkeiten
- Hugo Oehmichen (* 1843 in Borsdorf; † 1932 in Düsseldorf), deutscher Maler, verbrachte seine Kindheit in Brockwitz
- Frieder Schauer (1949–2019), Bakteriologe und Mykologe